# أوغست ديرليث
أوغست ويليام ديرليث (24 فبراير 1909-4 يوليو 1971) كان كاتبًا وجامع مختارات أدبية أمريكيًا. وعلى الرغم من أنه يُعرف باعتباره أول ناشر لكتابات إتش بّي لافكرافت، كان ديرليث كاتبًا إقليميًا أمريكيًا رائدًا في عصره، وكان غزير الإنتاج في العديد من الأنواع الأخرى، بما في ذلك الخيال التاريخي والشعر والأدب البوليسي والخيال العلمي وسيرة الحياة.
اعتبر ديرليث، الحائز على زمالة غوغنهايم عام 1938، أن أكثر أعماله جدية هو ساك برايري ساغا، وهي سلسلة من الأعمال الخيالية والخيال التاريخي والشعر وعلم الطبيعة غير الخيالي المصممة لإحياء ذكرى الحياة في ولاية ويسكونسن التي كان يعرفها. ويمكن اعتبار ديرليث أيضًا رائدًا في عالم الطبيعة والمحافظة على البيئة في كتاباته.

## حياته
نشأ ديرليث، ابن ويليام يوليوس ديرليث وروز لويز فولك، في ساك سيتي بولاية ويسكونسن. وتلقى تعليمه في أبرشية محلية وفي مدرسة ثانوية عامة. وكتب ديرليث روايته الأولى في سن 13 عامًا. وكان مهتمًا جدًا بالقراءة، وكان يزور المكتبة ثلاثة مرات أسبوعيًا. ويوفر ماله لشراء الكتب (تجاوزت مكتبته الشخصية 12000 مجلد لاحقًا في حياته). وكان أكثر ما أثر فيه مقالات رالف والدو إمرسون، ووالت ويتمان، وصحيفة أميريكان ميركوري لمؤسسها هـ. ل. منكن، ومقال صمويل جونسون تاريخ راسيلاس أمير الحبشة، وألكسندر دوما، وإدغار آلان بو، ووالتر سكوت، وكتاب والدن لهنري ديفد ثورو.
وفقًا لجامع المختارات الأدبية جيم ستيفنز، رفضت أربعون قصة لديرليث، وبعد ثلاث سنوات باع قصته الأولى «بات بيلفري»، لمجلة حكايات غريبة. وكتب ديرليث طوال سنواته الأربع في جامعة ويسكونسن، حيث حصل على درجة البكالوريوس في عام 1930. وخلال هذا الوقت عمل أيضًا لفترة وجيزة كمحرر مشارك لمجلة ميستيك التابعة لمنشورات فوسيت ومقرها مينيابوليس.
عاد إلى مدينة ساك في صيف عام 1931، وعمل في مصنع تعليب محلي وتعاون مع صديق الطفولة مارك شورر (رئيس قسم اللغة الإنجليزية لاحقًا بجامعة كاليفورنيا في بركلي). واستأجرا مقصورة، وكتبا قصص الرعب القوطية وغيرها وباعاها لمجلة حكايات غريبة. فاز ديرليث بمكان في قائمة الشرف لأوبراين للخمسة الوحيدين، التي نُشرت في بليس أوف هوكس، ولكنها وجدت لأول مرة في مجلة باغاني.
نتيجة لعمله المبكر على ساك برايري ساغا، حصل ديرليث على زمالة غوغنهايم المرموقة؛ رعاته هم هيلين سي وايت، والروائي الحائز على جائزة نوبل سنكلير لويس، والشاعر إدغار لي ماسترز كاتب عبر نهر سبون الشهير.
في منتصف الثلاثينيات من القرن العشرين نظم ديرليث نادي رينجر للشباب، وعمل كاتبًا ورئيسًا لمجلس إدارة المدرسة المحلية، وعمل كضابط إطلاق سراح مشروط، ونظم ناديًا محليًا للرجال ورابطة الآباء والمعلمين. كما حاضر بالأدب الإقليمي الأمريكي في جامعة ويسكونسن وكان محررًا مساهمًا في مجلة أوتدورز.
أسس ديرليث مع صديقه القديم دونالد واندري دار أركام في عام 1939. وكان هدفه الأولي نشر أعمال إتش بّي. وفي الوقت نفسه بدأ بتدريس مقرر في الأدب الإقليمي الأمريكي في جامعة ويسكونسن.
في عام 1941 أصبح محررًا أدبيًا لصحيفة ذا كابيتال تايمز في ماديسون، وهو المنصب الذي شغله حتى استقالته في عام 1960. وشملت هواياته المبارزة والسباحة والشطرنج والطوابع والقصص المصورة (يقال إن ديرليث استخدم التمويل من زمالة غوغنهايم الخاصة ليكمل مجموعته من الكتب المصورة، التي قُدرت مؤخرًا بملايين الدولارات، بدلًا من السفر إلى الخارج كما تهدف الجائزة). ومع ذلك كانت موهبة ديرليث الحقيقية التجول في تضاريس موطنه الأصلي في ويسكونسن، ومراقبة الطبيعة وتسجيلها بعيون خبيرة.
كتب ديرليث ذات مرة عن أساليب كتابته، «أكتب بسرعة كبيرة، من 750.000 إلى مليون كلمة سنويًا، القليل جدًا منها مادة للطباعة».
في عام 1948 جرى انتخابه رئيسًا لناشري الفنتازيا المترابطين في المؤتمر السادس للخيال العلمي العالمي في تورنتو.
تزوج في 6 أبريل عام 1953 بساندرا إيفلين وينترز. وانفصلا بعد ست سنوات. احتفظ ديرليث بحضانة طفليه، أبريل روز ووالدن ويليام. وحصلت أبريل على درجة البكالوريوس في الآداب في اللغة الإنجليزية من جامعة ويسكونسن ماديسون في عام 1977. وأصبحت مالكًا رئيسيًا للأسهم ورئيسًا ومديرًا تنفيذيًا لدار أركام في عام 1994. وظلت في منصبها حتى وفاتها. وكانت معروفة في المجتمع بأنها طبيعية وإنسانية. وتوفيت أبريل في 21 مارس عام 2011.
في عام 1960 بدأ ديرليث بتحرير ونشر مجلة تسمى هوك وويبورويل، وكانت مكرسة لقصائد الإنسان والطبيعة.
توفي ديرليث بنوبة قلبية في 4 يوليو عام 1971، ودفن في مقبرة القديس الويسيوس في مدينة ساك. وجرت تسمية جسر الولايات المتحدة 12 فوق نهر ويسكونسن باسمه تكريمًا له. وتبع ديرليث الكنيسة الرومانية الكاثوليكية.
في سيرة ديرليث ذكرت دوروثي م. غروب ليتيرسكي أن ديرليث كان مزدوج التوجه الجنسي، وحافظ على علاقات رومانسية طويلة الأمد مع كل من الرجال والنساء. ومع ذلك لم يجري التحقق من هذا؛ ولم تقدم أي أسماء لهؤلاء الشركاء الرومانسيين (من أجل الخصوصية وفقًا لليتيرسكي)، ولم يعثر على أي دليل أو إقرار على أن ديرليث لديه توجه مزدوج جنسيًا أو مثلي الجنس في مراسلاته الشخصية أو كتاباته.

## حياته المهنية
كتب ديرليث أكثر من 150 قصة قصيرة وأكثر من 100 كتاب خلال حياته.

### ساك برايري ساغا
كتب ديرليث سلسلة واسعة من الروايات والقصص القصيرة والمجلات والقصائد وأعمال أخرى عن ساك برايري. وقصد ديرليث أن تتألف هذه السلسلة مما يصل إلى 50 رواية تحكي قصة الحياة المتوقعة للمنطقة من القرن التاسع عشر فصاعدًا، مع تشبيه بالملهاة الإنسانية لبلزاك ورواية البحث عن الزمن المفقود لمارسيل بروست.
هذا بالإضافة إلى أعمال أخرى مبكرة من قبل ديرليث، جعلته شخصية معروفة بين الشخصيات الأدبية في عصره: الفائزون الأوائل بجائزة بوليتزر هاملين غارلاند وزونا غيل، بالإضافة إلى سنكلير لويس، آخر معجب وناقد لديرليث.
كما كتب إدوارد واجنكنكت في فرسان الرواية الأمريكية، «ما يفتقر إليه السيد ديرليث، مثل الروائيين المعاصرين عمومًا، هو البلد. إنه ينتمي. إنه يكتب عن أرض وشعب يمثلان عظمًا من عظامه ولحم جسده. في عالمه الخيالي هناك وحدة أعمق بكثير وأكثر جوهرية من أي شيء يمكن أن تمنحه أيديولوجية. ومن الواضح أيضًا أنه لم يحصل على الجزء الأفضل والأكثر فائدة من الناحية الخيالية من مواده الأساسية من البحث في المكتبة؛ مثل سكوت في رواياته، لكنه يعطي بدلًا من ذلك انطباعًا بأنه شربها مع حليب أمه».